# Луна Райвал
Фанні Вандель, відома як Луна Райвал (фр. Luna Rival; нар. 24 січня 1997, Діжон) — французька порноакторка, еротична фотомодель.

## Біографія
Народилася 24 січня 1997 року в Діжоні (Бургундія, Франція). Вивчала готельну справу, але потрапила в порноіндустрію у 2015 році, коли їй ледь виповнилося 18.
Брала участь в постановках французької порностудії Marc Dorcel Fantasies, для якої знялася в таких порнофільмах, як La Fleuriste, Obedient Wives і Ines Escort Deluxe.
Також знімалася з Hustler Video, Girlfriends Films, Kink.com, Brazzers, Evil Angel, Reality Kings і іспанською Private, для якої знялася в Private Gold 203: Yoga Is the New Sexy, Anal Innocence 2, Hot Hitchhickers і Tattoo Fever.
Знялася в понад 180 порнофільмах. Амплуа — «дівчина по сусідству».

## Нагороди та номінації
| Рік  | Церемонія                  | Результат | Номінація                                                                         | Робота           |
| ---- | -------------------------- | --------- | --------------------------------------------------------------------------------- | ---------------- |
| 2018 | Spank Bank Award           | Номінація | Bionic Butthole                                                                   | Н/Д              |
| 2018 | Spank Bank Award           | Номінація | European Enchantress of the Year                                                  | Н/Д              |
| 2018 | Spank Bank Award           | Номінація | POV Perfectionist of the Year                                                     | Н/Д              |
| 2018 | Spank Bank Award           | Номінація | Three Kielbasas in a Corridor (Triple Anal Pundit)                                | Н/Д              |
| 2018 | Spank Bank Award           | Номінація | Two Peas in a Pod (Double Pussy Precisionist)                                     | Н/Д              |
| 2018 | Spank Bank Technical Award | Перемога  | France’s Greatest Gift to the USA Since The Statue of Liberty                     | Н/Д              |
| 2019 | Spank Bank Award           | Номінація | ATOGM Girl of the Year                                                            | Н/Д              |
| 2019 | Spank Bank Award           | Перемога  | Найкраща посмішка                                                                 | Н/Д              |
| 2019 | Spank Bank Award           | Номінація | Європейська чарівниця року                                                        | Н/Д              |
| 2019 | Spank Bank Award           | Номінація | Golden Shower Goddess of the Year                                                 | Н/Д              |
| 2019 | Spank Bank Award           | Номінація | Life Sized Human Hand Puppet (Best Fistee)                                        | Н/Д              |
| 2019 | Spank Bank Award           | Номінація | Two Peas in a Pod (Double Pussy Precisionist)                                     | Н/Д              |
| 2019 | Spank Bank Technical Award | Перемога  | Monet-esque MaSSterpiece                                                          | Н/Д              |
| 2019 | XBIZ Europa Award          | Перемога  | Артистка року — відеокліпи                                                        | Н/Д              |
| 2019 | XCritic Award              | Номінація | Найкраща іноземна виконавиця                                                      | Н/Д              |
| 2020 | AVN Award                  | Номінація | Найкраща анальна сцена в іноземному фільмі (разом з Антоні Готьє та Семом Борном) | I Want Them Both |
| 2020 | XBIZ Award                 | Номінація | Артистка року — відеокліпи                                                        | Н/Д              |

## Вибрана фільмографія
- 2015: French Bukkake
- 2015: EquinoXe — John B. Root[26]
- 2016: La Petite Effrontée — Fabien Lafait (JTC Video)
- Justine 19 ans (Fred Coppula Prod)
- Sex Tape (France Interdite)
- La Fleuriste (LesCOmpères)
- La Nouvelle Stagiaire (JTC Video)
- 2016: Ines Escorte de Luxe — Ерве Боділіс (Dorcel)
- Les Prédatrices (Овідія)
- 2017: Outbreak of the Dead[27]
- 2017: La Petite Livreuse
- 2017: La chasse est ouverte (Dorcel)
- 2017: 20 ans, elles passent enfin leur bac (Dorcel)
- 2018: À nous les petites randonneuses (Dorcel)
- 2018: Russian Institute — L'Effrontée (Dorcel)
- 2018: Françaises et Insatiables (Dorcel)
- 2019: Intrompable (Dorcel)
- Планується: Chibre et Dragon — Monsieur Poulpe і Jonathan Cohen